# Cheiracanthium fibrosum
Cheiracanthium fibrosum is een spinnensoort uit de familie Cheiracanthiidae.
De wetenschappelijke naam van de soort werd in 1994 gepubliceerd door Zhang, Hu & Zhu.